# Георг II фон Херберщайн
Георг II фон Херберщайн (на немски: Georg II 'der Breite' Freiherr von Herberstein; * 28 януари 1529; † 1586) е австрийски благородник, фрайхер от знатната фамилия фон Херберщайн от Щирия, лутеранец, съветник на ерцхерцог Карл II във Вътрешна Австрия (Щирия, Крайна и Каринтия), кемерер, 1580 г. хауптман в Херцогство Щирия.

## Живот
Той е вторият син от осемте синове на фрайхер Бернхардин фон Херберщайн цу Нойберг и Гутенхаг († 1554) и съпругата му Катарина фон Заурау († 1570), дъщеря на рицар Георг фон Заурау и Маргарета фон Риндшаид. Фамилията се нарича на техния дворец Херберщайн, през 1537 г. е издигната на имперски фрайхерен, през 1644 г. на австрийски наследствени графове и през 1710 г. на имперски граф.
Когато баща му умира през 1554 г. Георг става главният наследник на баща си, понеже по-големият му брат Франц умира бездетен при боевете против турците.
През 1555 г. Георг се жени за Барбара Шиндел фон Дромсдорф, дъщеря на Бернхард Шиндел фон Дромсдорф и Катарина фон Боскович.
Георг е лутеран от ранна възраст и е привърженик на учението на Мартин Лутер. Георг е активен в ръководството на владенията в Щирия и там той представлява интересите на протестантството. През 1547 г. той настоява управителя на Щирия, Ханс III Унгнад фон Вайсенволф, Фрайхер фон Зонег, да се застъпи за свободата на религията в парламента на Аугсбург (мирът от Аугсбург, постигнат на парламента от 1555 г., не отговаря на това). През 1572 г. Георг помага за изготвянето на декларациите от Грац за религиозната свобода, които накарват ерцхерцог Карл, регента на Вътрешна Австрия, да направи значителни отстъпки на привържениците на Реформацията, което завършва от около 1575 г. със свободното упражняване на религията от протестантските имоти.
Въпреки ангажимента си към лутеранството, Георг запазва доверието и уважението на ерцхерцог Карл до смъртта си, въпреки предания католицизъм на самия Карл и подкрепата му за Контрареформацията, което го кара да основе йезуитски колеж в Грац през 1573 г. Карл назначава Георг за свой съветник и шамбелан, през 1570 г. като негов представител в Щирия, а през 1580 г. като управител на Щирия.
Георг добавя земя към Херберщайн, като придобива имението Райфенщайн в Горна Щирия. Умира през 1586 г.

## Фамилия
Георг II фон Херберщайн се жени на 30 юни 1555 г. за Барбара Шиндел фон Дромсдорф от Силезия († ок. 1575), дъщеря на Бернхард Шиндел фон Дромсдорф († 1549) и Катарина фон Боскович († 1559). Крал Максимилиан II и ерцхерцог Карл му изпращат чрез специален пратеник позлатени сребърни покали. Те имат 22 деца, между тях:
- Георг Бернхард фон Херберщайн († 1596), на военна служба и е убит в битка, женен за София фон Вилденщайн (нямат деца)
- Юлиана Елизабет фон Херберщайн (* 1557; † ок. 1645), омъжена сл. 1590 г. за Георг Адам фон Драхотуш (1557 – 1645)
- Карл фон Херберщайн цу Нойберг и Гутенхаг (* 28 май 1558; † 4 ноември 1590, Виена), фрайхер, женен сл. 8 март 1572 г. за Елизабет Траутзон († 4 април 1603, Виена); имат син
- Георг Андреас фон Херберщайн, фрайхер, женен на 18 май 1586 г. за фрайин Анна Сибила фон Ламберг (* 1560; † 28 октомври 1621), вдовица на фрайхер Ханс Файт фон Тьоринг-Жетенбах (1524 – 1582), дъщеря на фрайхер Зигизмунд фон Ламберг (1536 – 1619) и Зигуна Елеонора Фугер (1541 – 1576), дъщеря на граф Йохан Якоб Фугер фон Кирхберг и Вайсенхорн (1516 – 1575) и Урсула фон Харах (1522 – 1554).
- Бернхардин II фон Херберщайн (* 1566; † 30 юли 1624), наследява баща си през 1586 г., фрайхер на Херберщайн-Нойберг и Гутенхаг, женен I. на 25 януари 1592 г. за Мария Констанца Фугер (* 2 юли 1568; † 22 март 1594), дъщеря на хуманиста граф Йохан Якоб Фугер фон Кирхберг и Вайсенхорн (1516 – 1575) и втората му съпруга Сидония фон Колау-Ватцлер († 1573), II. през март 1596 г. в Мюнхен за контеса Маргарита ди Валмарана от Виченца (* ок. 1580; † 24 април 1644, Грац)
- Волфганг Вайкхард фон Херберщайн, полковник-вахтмайстер при унгарската лека кавалерия, женен за Маргарета фон Ердьод; те имат две неомъжени дъщери
- Ото Фридрих фон Херберщайн († 1598), рицар на Немския орден и комтур на Гретц ам Лех; военен командант на границата, по-късно императорски съветник и главен кемерер на Рудолф II
- Карл фон Херберщайн († 1596), на императорска военна служба и е убит в битка
- Йохана фон Херберщайн, омъжена за Йохан фон Пфайлберг
- Барбара фон Херберщайн (* 24 юли 1569), омъжена I. за Петер Длугомил фон Бирау (Пирофски), II. за Адам Одерски фон Лидерцов